# Saadet Aksoy
Saadet Işıl Aksoy (Istanbul, 29 agosto 1983) è un'attrice turca.

## Biografia
Nata a Istanbul, è laureata in letteratura inglese alla prestigiosa Università del Bosforo. Già prima della laurea studiò recitazione e fece da modella per alcune campagne pubblicitarie. Fra il 2002 e il 2004 fece il suo esordio come presentatrice televisiva su Number One TV, un canale privato dedicato al pubblico giovanile.
Nel 2006 si trasferì negli Stati Uniti, dove frequentò la New York Film Academy.
Ha fatto il suo debutto sul grande schermo nel film Yumurta (Egg), prima parte di una trilogia di film del regista Semih Kaplanoğlu. Ha lavorato nuovamente con Kaplanoğlu per la seconda parte della trilogia, Süt (Milk) del 2008. Ha poi recitato in piccoli ruoli nelle due produzioni hollywoodiane A Beautiful Life e The Rebound - Ricomincio dall'amore, e come protagonista nel film bulgaro Eastern Plays. In questi anni ha continuato a interpretare ruoli anche in numerose serie televisive per la televisione turca, come Senden Baska, Kalpsiz Adam, Balkan Wedding e Magnificent Century.
Nel 2012 è coprotagonista del film Venuto al mondo di Sergio Castellitto dove recita la parte di Aska.

## Filmografia
- Yumurta (Egg), regia di Semih Kaplanoğlu (2007)
- Süt (Milk), regia di Semih Kaplanoğlu (2008)
- A Beautiful Life, regia di Alejandro Chomski (2008)
- Eastern Plays, regia di Kamen Kalev (2009)
- The Rebound - Ricomincio dall'amore, regia di Bart Freundlich (2009)
- Baska dilde ask, regia di Ilksen Basarir (2009)
- Venuto al mondo, regia di Sergio Castellitto (2012)
- Ragion di Stato, regia di Marco Pontecorvo (2015)
- Tutti lo sanno (Todos lo saben), regia di Asghar Farhadi (2018)